# Montipora cristagalli
Espèce
Montipora cristagalli est une espèce de coraux appartenant à la famille des Acroporidae.